# 6813 Amandahendrix
A 6813 Amandahendrix (ideiglenes jelöléssel (6813) 1978 VV9) a Naprendszer kisbolygóövében található aszteroida. Eleanor F. Helin és Schelte J. Bus fedezte fel 1978. november 7-én.